# 飯島寛騎
飯島 寛騎（いいじま ひろき、1996年〈平成8年〉8月16日 - ）は、日本の俳優。北海道旭川市生まれ札幌市育ち。血液型はB型。オスカープロモーション所属。

## 経歴
北海道旭川市生まれ、幼稚園年中以降家族と札幌市に移住し、札幌市立米里中学校、北海道札幌白石高等学校を卒業。
札幌大谷大学在学中の2015年（19歳、大学1年時）、母が応募した第28回「ジュノン・スーパーボーイ・コンテスト」に参加し、グランプリを受賞。北海道出身でのグランプリ受賞は1989年の武田真治以来である。
2016年10月から2017年8月まで放送された『仮面ライダーエグゼイド』にて宝生永夢 / 仮面ライダーエグゼイド役としてテレビドラマ初出演・初主演を務め、俳優デビューを果たす。
2017年11月、オスカープロモーション創立47年にして初となる男性エンターテイメント集団男劇団 青山表参道Xが結成し、そのメンバーになる。
2018年6月、男劇団 青山表参道Ｘ旗揚げ公演『SHIRO TORA～beyond the time～』で初舞台・初座長を務める。
2019年11月、メインキャストを務めたドラマ『チャンネルはそのまま！』が2019年日本民間放送連盟賞のテレビドラマ部門最優秀賞、および同賞テレビ部門グランプリを受賞。
2022年8月、「THE仮面ライダー展」の北海道スペシャルアンバサダーに就任。同年11月、主演を務めた『僕もアイツも新郎です。』が2022年日本民間放送連盟賞のテレビドラマ部門優秀賞を受賞。
2023年6月、男劇団 青山表参道Xとしての活動が終了。同年10月、メインキャストを務めたドラマ『弁当屋さんのおもてなし』が東京ドラマアウォード2023のローカル・ドラマ賞を受賞。

## 人物
- 家族構成は父、母、妹との四人家族であり、家族と仲がいい。
- よく知人に猫っぽいやキツネっぽいと言われる。人見知りで気ままマイペースの一面あるが、仲の良さが深まったら甘えん坊になる[16]。感性豊かで、舞台の打ち上げで感極まって泣き出したり、アニメ見て号泣したりもする。
- 札幌の実家で「空（くう）」という名の猫を飼っている。猫の空は凍死しかけた子猫の状態で飯島家に拾われた元野良猫だが、2022年の時点で8歳にもなったほど長生きしている。
- 学生時代の部活は水泳・バスケットボール・陸上・バレーボール[17]、その中では水泳が一番上手。他にはウィンタースポーツが得意で、ドラマ『御曹司ボーイズ』でスノーボードの腕前を披露している。
- デビュー前にはいとこや先輩が消防士だったこともあり、消防士になりたいと思っていた[18]。
- 地元愛が強く[3]、道産子のスターである大泉洋・戸次重幸に憧れている[19]。
- 札幌白石高等学校で同級生だったセレッソ大阪のDF進藤亮佑と仲がいい。ヒューマンビートボックスタッグであるRofuのFugaとも同級生であり、そのうえFugaの影響を受けてビートボックスを練習していた。RofuのYouTubeチャンネルにもゲスト出演している[20]。

### 趣味と好悪
- 趣味はバイクとサウナ。バイク好きになったのは幼い頃父からの影響である[21]。大型自動二輪免許持ち[22]、現在の愛車は「カワサキ Z500FX」[23]。最近は自炊、観葉植物のお世話やランニングにもハマっている。
- 猫派。ペットショップで長居して猫を眺めていたこともある[24]。
- 虫が苦手[25]。上京した頃東京の虫のデカさに悩んでたり、ベランダに落ちた蝉に触れなかったり[26]エピソードが多々ある。また、小中高と続きカラスに襲われ続けていたためカラスにもトラウマを抱えている。
- キムチ鍋や担々麵、麻婆豆腐などの辛い食べ物が好きで、5辛まで食べられる。トマトが苦手だったが最近克服した。
- ファッション好きで[27]、素人の学生時代もモデルの仕事をしていた。2ndソロ写真集『六彩』では「ファッションショー」というコンセプトを挙げ、中性的な魅力と自分なりのファッション観を渾身のこだわりで表現していた[28][29]。

## 出演
太字は主演。

### テレビドラマ
- 仮面ライダーシリーズ（テレビ朝日）
  - 仮面ライダーゴースト 第50話（2016年9月25日） - 仮面ライダーエグゼイド（声） 役
  - 仮面ライダーエグゼイド（2016年10月2日 - 2017年8月27日） - 宝生永夢 / 仮面ライダーエグゼイド 役[30]
  - 仮面ライダージオウ 第3・4話（2018年9月16日・23日） - 宝生永夢 / 仮面ライダーエグゼイド 役（友情出演）[31]
- 宇宙戦隊キュウレンジャー 第7話（2017年3月26日、テレビ朝日） - 宝生永夢 / 仮面ライダーエグゼイド 役
- ホリデイラブ（2018年1月26日 - 3月16日、テレビ朝日） - 小泉駿 役
- 越谷サイコー（2018年2月28日、NHK BSプレミアム） - 三ノ宮祐介 役
- PRINCE OF LEGEND（2018年10月3日 - 12月5日、日本テレビ） - 鏑木元 役
- チャンネルはそのまま!（2019年3月18日 - 22日、北海道テレビ） - 山根一 役[32]
- 水戸黄門 第2シリーズ 第1・9話（2019年5月19日・8月11日、BS-TBS） - 大友源太 役
- 御曹司ボーイズ（2019年7月6日 - 8月31日、TOKYO MX） - 西園寺大雅 役[33]
- ドクターY〜外科医・加地秀樹〜（2019年10月6日、テレビ朝日） - 五十嵐賢三 役
- マイラブ・マイベイカー（2020年7月14日 - 9月29日、テレビ神奈川・メ〜テレ / 7月10日 - 9月25日、カンテレ / ひかりTV・dTVチャンネル） - 北薫 役[34]
- 未解決の女 警視庁文書捜査官 Season2（2020年8月6日 - 9月17日、テレビ朝日） - 多部和樹 役
- 歴史迷宮からの脱出〜リアル脱出ゲーム×テレビ東京〜（2020年10月3日 - 11月7日、テレビ東京） - 江畑伶人 役[35]
- 福岡恋愛白書16 クリスマス狂想曲 （2021年3月26日、九州朝日放送） - 坂本航 役[36]
- 警視庁・捜査一課長 （テレビ朝日） - 古代学 役[37]
  - Season5（2021年4月8日 - 6月17日）
  - Season6（2022年4月14日 - 6月16日）
  - スペシャル9（2023年4月4日）
  - スペシャル10（2024年4月18日）
- 凛子さんはシてみたい（2021年10月19日 - 12月7日、MBS・TBS） - 久地直 役[38][39]
- 僕もアイツも新郎です。（2022年3月13日、関西テレビ） - 相川瑞樹 役[注 1][40]
- オカルトの森へようこそ（2022年7月22日 - 8月26日、WOWOW）- ナナシ 役[41]
- 最終列車で始まる恋（2023年1月15日 - 1月29日、メ～テレ）- 都築晴 役[42]
- 弁当屋さんのおもてなし（北海道テレビ）- 大上祐輔（ユウ） 役[43]
  - Season1（2023年2月25日 - 3月18日）
  - Season2（2024年1月13日 - 2月3日）
- 僕らの食卓（2023年4月6日 - 6月15日、BS-TBS） - 上田穣 役[注 2][44][45]
- 藤子・F・不二雄 SF短編ドラマ：イヤなイヤなイヤな奴（2023年6月11日、NHK BSプレミアム・NHK BS4K /12月13日 - 14日、NHK総合）- キンダイチ 役[46]
- 転職の魔王様 第8話（2023年9月4日、関西テレビ・フジテレビ） - 石岡遥太 役[47]
- シンデレラ・コンプレックス（2024年3月1日 - 4月11日、MBS） - 相沢陽介 役[注 3][48]
- 御社の乱れ正します!（2024年4月2日 - 5月21日、BS-TBS・BS-TBS 4K） - 鹿妻新 役[49]
  - 御社の乱れ正します!2（2025年10月2日〈予定〉 - 、BS-TBS・BS-TBS 4K）[50]
- ぼくとぼくが好きな彼と、君と スペシャル版（2024年12月11日・18日〈予定〉、テレビ東京） - 天瀬拓実 役[51]

### 映画
- 仮面ライダーシリーズ（東映）
  - 劇場版 仮面ライダーゴースト 100の眼魂とゴースト運命の瞬間（2016年8月6日） - 仮面ライダーエグゼイド（声）　役[注 4]
  - 仮面ライダー平成ジェネレーションズ Dr.パックマン対エグゼイド&ゴーストwithレジェンドライダー（2016年12月10日） - 宝生永夢 / 仮面ライダーエグゼイド 役[注 5]
  - 仮面ライダー×スーパー戦隊 超スーパーヒーロー大戦（2017年3月25日） - 宝生永夢 / 仮面ライダーエグゼイド / アカライダー 役[注 6]
  - 劇場版 仮面ライダーエグゼイド トゥルー・エンディング（2017年8月5日） - 宝生永夢 / 仮面ライダーエグゼイド 役
  - 仮面ライダー平成ジェネレーションズ FINAL ビルド&エグゼイドwithレジェンドライダー（2017年12月9日） - 宝生永夢 / 仮面ライダーエグゼイド 役[注 2]
- 愛唄 -約束のナクヒト-（2019年1月25日、東映） - 坂本龍也 役[52]
- PRINCE OF LEGEND（2019年3月21日、東宝） - 鏑木元 役[53]
- アパレルデザイナー（2020年1月10日、BS-TBS） - 吉野清太 役
- 貴族降臨 -PRINCE OF LEGEND-（2020年3月13日、東宝）- 鏑木元 役
- ビューティフルドリーマー（2020年11月6日、エイベックス・ピクチャーズ） - イイジマヒロキ 役
- ツナガレラジオ〜僕らの雨降Days〜（2021年2月11日、ローソンエンタテインメント） ‐ ニガリ 役[注 5][54]
- ブレイブ -群青戦記-（2021年3月12日、東宝） - 成瀬勇太 役[55]
- 未来へのかたち（2021年5月7日、スターキャット） - 村上武 役
- オカルトの森へようこそ THE MOVIE（2022年8月27日、KADOKAWA）- ナナシ 役
- 炎上シンデレラ（2022年11月4日、キャンター）- 田代良一 役
- 生きててごめんなさい（2023年2月3日、渋谷プロダクション）- 神宮寺葵 役[56][57]
- アオショー!（2025年9月5日公開予定、ギグリーボックス） - 根岸新 役[58][59]

### ネット配信作品

#### ドラマ
- 仮面ライダーシリーズ
  - 仮面ライダーブレイブ〜Surviveせよ!復活のビーストライダー・スクワッド〜（2017年2月19日、東映特撮ファンクラブ） - 宝生永夢 役
  - 仮面戦隊ゴライダー（2017年3月25日 - 4月8日、auビデオパス） - 宝生永夢 / 仮面ライダーエグゼイド 役
  - 仮面ライダージオウ 補完計画 3.5話・4.5話（2018年9月16日・23日、東映特撮ファンクラブ） - 宝生永夢 役
- 御曹司ボーイズ（2019年4月28日 - 6月16日、全18話、AbemaTV） - 西園寺大雅 役
- また会いましたね 第2話（2020年2月27日、Heather×LINE NEWS VISION）- コウタ 役[60]
- 悪魔とラブソング（2021年6月19日、全8話、Hulu） - 目黒伸 役[61][注 7]
- カリスマヨガインストラクターMIKAKOの持続不可能な恋ですが 最終話（2022年6月21日、Paravi）[62]
- 賭けからはじまるサヨナラの恋（2023年7月20日 - 9月7日、全8話、U-NEXT） - 高橋宗佑 役[63]

#### 映画
- ショートフィルムサムライソードフィッシュ（2022年5月19日、東京都×ショートショートフィルムフェスティバル＆アジア2022、Youtube[64]）- 梶木エイスケ 役[65]

#### オーディオドラマ
- アイドルのハウスキーパーになりました。（2021年11月17日 - 2022年1月19日、全10話、Spotify） - 国立亮 役[66][67]
- 初声物語（2022年10月25日、全5話、NUMA）- 吉野（サボテン） 役[68]

### 舞台
- 男劇団 青山表参道X 旗揚げ公演 SHIRO TORA 〜beyond the time〜（2018年6月14日 - 17日、AiiA 2.5 Theater Tokyo） - 小野田陽斗 役[69]
- ちょっと今から仕事やめてくる（2019年6月13日 - 23日、CBGKシブゲキ!!） - 青山隆 役[70]
- 男劇団 青山表参道X 第2回公演「ENDLESS REPEATERS –エンドレスリピーターズ-」（2019年7月20日 - 28日、品川プリンスホテル クラブeX） - 犬飼柊人（ドッグ）/熊谷栄作 役

### オリジナルビデオ
- 仮面ライダーシリーズ
  - 仮面ライダーエグゼイド [裏技] 仮面ライダーゲンム（2017年4月15日[注 8]） - 宝生永夢 / 仮面ライダーエグゼイド 役
  - てれびくん超バトルDVD 仮面ライダーエグゼイド [裏技] 仮面ライダーレーザー（2017年4月28日） - 宝生永夢 / 仮面ライダーエグゼイド 役
  - てれびくん超バトルDVD 仮面ライダーエグゼイド [裏技] 仮面ライダーパラドクス（2017年12月） - 宝生永夢 / 仮面ライダーエグゼイド 役
  - 仮面ライダーエグゼイド トリロジー アナザー・エンディング - 宝生永夢 役
    - 仮面ライダーブレイブ&仮面ライダースナイプ（2018年3月28日）
    - 仮面ライダーパラドクスwith仮面ライダーポッピー（2018年4月11日）
    - 仮面ライダーゲンムVS仮面ライダーレーザー（2018年4月25日）

### ミュージックビデオ
- Ms.OOJA「WITH」（2018年）[71]
- saji「三角の恋」（2020年）[72]

### ラジオ[注 9]
- ナイタースペシャル 「男劇団青山表参道X ~僕ら失敗しないので~」 （2019年5月1日、栗山航×塩野瑛久×西銘駿×飯島寛騎）
- オールナイトニッポンi 「おしゃべや」 （2020年2月12日～2021年2月28日、西銘駿×飯島寛騎「高カロリー男子」ペア[73]）

### Youtube
- カジサック KAJISAC・【衝撃のサプライズ】 コジサック誕生日パーティー（2019年10月14日）[74]
- ボンボンTV・【重大発表】新メンバーが加入します！（2019年12月20日）[75]
- ボンボンTV・よっちが本気で嫉妬…！？人気イケメン俳優と英語禁止UNOやってみた！【対決】（2019年12月20日）[76]
- Rofu〜アジア最強の男たち〜 ・Beatbox Game - 飯島寛騎 vs アジアチャンピオン（2021年7月4日）[20]
- ロフマンズ2・同級生がジュノンボーイグランプリになった人の気持ち（2021年7月5日）[77]
- むつー / mutuu gaming・【新クトゥルフ神話TRPG】「オカルトの森へようこそ」キャストが挑む「呼ばう家」（2022年7月18日）[78]

### バラエティ・情報番組
- イチモニ！（北海道テレビ）
  - 2015年12月9日
  - 2017年8月18日
  - 2018年5月11日
  - 2018年7月3日
  - 2019年3月15日
  - 2020年4月29日
  - 2021年3月26日
  - 2021年10月18日
  - 2022年8月5日
  - 2023年2月25日
- イチオシ!!（北海道テレビ）
  - 2017年8月24日
  - 2018年7月3日
  - 2019年3月14日
  - 2022年8月4日
  - 2023年2月24日
- 日曜もアメトーーク！ （テレビ朝日系） - 宝生永夢 / 仮面ライダーエグゼイド 役
  - 仮面ライダー芸人第2弾（2016年11月27日）
  - 仮面ライダー芸人第3弾（2017年11月26日）
- 土曜はナニする⁉ イケドラ（2020年11月7日/14日/21日/28日、フジテレビ系）
- 痛快TV スカッとジャパン（2021年12月6日、フジテレビ系）

### CM
- 大塚製薬「オロナミンC」（2017年）
- SONY「PlayStation®VR」（2017年）
- サーティワンアイスクリーム （2018年）
- ステーキ宮「店長飯島編」「自家製ハンバーグ編」（2019年）
- ライフネット生命保険（2024年、松田るか、博多華丸・大吉と共演）

### ゲーム
- 仮面ライダーシリーズ - 宝生永夢 / 仮面ライダーエグゼイド 役
  - 仮面ライダーバトル ガンバライジング（2016年、アーケード）
  - 仮面ライダー トランセンドヒーローズ（2016年、iOS・Android）
  - 仮面ライダー ブットバソウル（2016年10月、アーケードゲーム[79]）
  - オール仮面ライダー ライダーレボリューション（2016年12月1日、ニンテンドー3DS）
  - 仮面ライダー シティウォーズ（2017年、iOS・Android）[80]
  - 仮面ライダー クライマックスファイターズ（2017年12月7日、PlayStation 4[81]）
  - 仮面ライダー クライマックススクランブル ジオウ（2018年11月29日、Nintendo Switch）
  - 仮面ライダーバトル ガンバレジェンズ（2023年、アーケード）
- エターナルダンジョン（2018年5月25日、iOS・Android） - 玄奘三蔵 役[82]
- PRINCE OF LEGEND LOVE ROYALE（2019年3月5日 - 2022年6月30日、iOS・Android） - 鏑木元 役

### イベント
- 男劇団 青山表参道X Event
  - 1st Fan Event 〜X'mas Party（2017年12月25日、原宿QUEST HALL）[83]
  - 占いフェス2018 NEW YEAR
    - 365 Fortune Voice（2018年1月6日 - 8日、六本木ヒルズアリーナ） - 声の出演[84]
    - 生ささやき! 365 Fortune Voice（2018年1月8日、六本木ヒルズアリーナ ステージ）[85]

  - 2nd Fan Event 〜ファンクラブ結成記念！ここから盛り上がっていくぞー！〜（2018年2月24日、原宿QUEST HALL）[86]
  - 3rd Fan Event 〜Happy White Day2018〜（2018年3月12日、品川 THE GRAND HALL） [87]
  - 男劇団 青山表参道X ファンクラブ会員限定 船上パーティ（2018年8月6日、東京湾クルージング）
  - 4th Fan Event 〜1周年記念！大人も子供もO-AOX’mas Party〜（2018年12月24日、よみうり大手町ホール）
  - 5th Fan Event ～2周年記念！今年は僕たちがサンタクロースだ！～（2019年12月24日、よみうり大手町ホール）
- ファッションイベント
  - 川越コレクション2017AW〜カワコレ5周年スペシャル〜（2017年10月9日、川崎市）[88]
  - 東京ガールズコレクション(TGC) 2019 SPRING／SUMMER（2019年3月30日、横浜アリーナ）[89]
  - 東京ガールズコレクション(TGC) KUMAMOTO 2020（2020年4月25日、グランメッセ熊本）[90]
- トークショー
  - 飯島寛騎 クレメントプラザ Autumn Talk Show（2017年11月4日、徳島クレメントホテル）
  - 「ハッピー二ンジェルズ GW 春の大感謝祭」（2018年5月3日/6日、イオンモール幕張新都心）
  - 飯島寛騎 スペシャルトークショー（2019年5月4日、大分県トキハわさだタウン）
  - 京都大谷大学学園祭トークショー（2019年11月10日、京都大谷大学）
  - 【ジャパンカップ（GI)】飯島寛騎 スペシャルトークショー（2019年11月24日、JRAウインズ横浜）
  - 【愛媛国際映画祭】「未来へのかたち」大森研一×飯島寛騎座談会（2020年2月15日-16日、愛媛県砥部町文化会館）
  - 川村学園女子大学トークショー（2022年10月16日、川村学園女子大学）
  - 東北文化学園大学トークショー（2023年10月21日、東北文化学園大学）
- 第23回国見町義経まつり（2018年9月23日、福島県国見町）[91][92]
- ＮＨＫ北海道「放課後なまらじお」公開収録（2023年3月12日、NHK札幌放送局8K公開スタジオ）[93][94]

### 玩具・食玩
- 仮面ライダーエグゼイド エキサイトリンク エグゼイドアームズII 鳴る!!マイティアクションXガシャット（2017年4月11日） - 宝生永夢 役
- 仮面ライダーエグゼイド DXゲームスコープ（2017年6月14日） - 宝生永夢 役
- 仮面ライダーエグゼイド DXハイパームテキガシャット（2017年6月17日） - 宝生永夢 役
- DX仮面ライダーエグゼイド メモリアルフィニッシュガシャットセット（2018年1月） - 宝生永夢 役

## 作品

### 写真集
- 『Hiroki』（2017年9月1日、主婦と生活社）ISBN 978-4-391-15093-3
- 西銘駿×飯島寛騎 PHOTO BOOK 『Today’s Fun!』（2018年11月16日、講談社）ISBN 978-4-06-513585-3
- 『六彩』（2021年10月1日、主婦と生活社）ISBN 978-4-391-15496-2

### CD
- 「ツナガレオンガク ～僕らのSongs & Musicコレクション～」（2021年2月10日リリース、映画『ツナガレラジオ ~僕らの雨降Days~』の挿入歌＆劇伴OST）[注 10][95]
  - 『ラストチャンス』（歌：西銘駿×飯島寛騎、作詞：サムシング・エルス、作曲：サムシング・エルス）
  - 『歌うたいのバラッド』（歌：西銘駿×飯島寛騎、作詞：斉藤和義、作曲：斉藤和義）
  - 『イージュー★ライダー』（歌：西銘駿×飯島寛騎×阿久津仁愛×井阪郁巳×橋本祥平 深澤大河×ゆうたろう×板垣李光人×立石俊樹×醍醐虎汰朗、作詞：奥田民生、作曲：奥田民生）